# Мілфорд (Мен)
Мілфорд (англ. Milford) — місто (англ. town) в США, в окрузі Пенобскот штату Мен. Населення — 3069 осіб (2020).

## Демографія
Згідно з переписом 2010 року, у місті мешкало 3070 осіб у 1289 домогосподарствах у складі 819 родин. Було 1385 помешкань
Расовий склад населення:
| - 95,7 % — білих - 1,4 % — корінних американців - 0,6 % — чорних або афроамериканців - 0,5 % — азіатів |

До двох чи більше рас належало 1,6 %. Частка іспаномовних становила 0,3 % від усіх жителів.
За віковим діапазоном населення розподілялося таким чином: 18,8 % — особи молодші 18 років, 69,1 % — особи у віці 18—64 років, 12,1 % — особи у віці 65 років та старші. Медіана віку мешканця становила 39,7 року. На 100 осіб жіночої статі у місті припадало 97,4 чоловіків;  на 100 жінок у віці від 18 років та старших — 99,2 чоловіків також старших 18 років.
Середній дохід на одне домашнє господарство  становив 61 343 долари США (медіана — 60 075), а середній дохід на одну сім'ю — 71 994 долари (медіана — 66 593). Медіана доходів становила 46 477 доларів для чоловіків та 40 257 доларів для жінок. За межею бідності перебувало 11,5 % осіб, у тому числі 27,1 % дітей у віці до 18 років та 0,0 % осіб у віці 65 років та старших.
Цивільне працевлаштоване населення становило 1638 осіб. Основні галузі зайнятості: освіта, охорона здоров'я та соціальна допомога — 30,0 %, роздрібна торгівля — 15,1 %, транспорт — 8,1 %, публічна адміністрація — 7,9 %.